# Gouldscher Gürtel
Der Gouldsche Gürtel ist eine großräumige Anordnung von jungen Sternen, Sternentstehungsgebieten sowie HI-, HII- und Dunkelwolken. Die Struktur mit mehr als 2000 Lichtjahren Ausdehnung, für die auch in deutschsprachigen Veröffentlichungen meist die englische Bezeichnung Gould Belt bzw. Gould’s Belt verwendet wird, wurde nach dem US-amerikanischen Astronomen Benjamin Gould benannt. Die Sonne befindet sich innerhalb des Gürtels (gehört jedoch nicht dazu), so dass der Gürtel neben der Milchstraße die größte Ausdehnung eines Deep-Sky-Objekts am Himmel aufweist.

## Geometrie
Der Gouldsche Gürtel hat eine annähernd elliptische Form mit Halbachsen von 354±5 und 232±5 pc (1154 und 756 Lj), einer Höhe von 60 pc (etwa 200 Lj) und einer Neigung von etwa 18 bis 21° gegen die Ebene der Milchstraße (die Angaben differieren für verschiedene Bestimmungsmethoden). Das Zentrum des Gürtels liegt in der Perseus OB3 Gruppe, einem Mitglied der Cassiopeia-Taurus-Assoziation. Die Position der Sonne liegt innerhalb des Gürtels etwa in der Mitte zwischen Per OB3 und der Sco OB2, einem Teil der Scorpius-Centaurus-Assoziation.
Der Gürtel expandiert und rotiert um sein Zentrum, so dass sich seine Exzentrizität durch die differentielle galaktische Rotation erhöht, d. h. die große Halbachse wächst schneller als die kleine Halbachse.

## Entstehung und Entwicklung
Für das Alter der Struktur liefern dynamische Betrachtungen einen Wert von 20 bis 30 Millionen Jahren, während Altersbestimmungen der Sterne ein Alter von etwa 60 Millionen Jahren liefern. Der Entstehungsprozess ist noch nicht verstanden; es werden mehrere Szenarien diskutiert. Verschiedene Szenarien gehen davon aus, dass der Durchgang einer Wolke mit hoher Geschwindigkeit durch die Milchstraßenebene eine erste Phase der Sternentstehung ausgelöst hat. Durch eine Reihe von Supernovae wurde dann der Gürtel gebildet. Der beste Kandidat für dieses erste Sternentstehungsgebiet ist die etwa 35 Millionen Jahre alte Perseus-OB3-Gruppe. Weitere Modelle gehen unter anderem von der Expansion einer Superblase aus, die neben dem Gouldschen Gürtel auch als Vorläufer für die Plejaden-Gruppe und des Lokalen Arms angesehen wird.

## Geschichte
John Herschel wies 1847 erstmals darauf hin, dass viele helle Sterne (vor allem die Sterne der Scorpius-Centaurus-Assoziation) am Nachthimmel nicht entlang der Milchstraßenebene, sondern auf einer etwas geneigten Linie ausgerichtet sind. 1874 untersuchte Benjamin Gould, nach dem diese Struktur heute benannt ist, diese Verteilung näher und bestimmte erstmals die Neigung des Gürtels gegenüber der Milchstraßenebene. In den 1960er Jahren stellte Per Olof Lindblad fest, dass die Außenseite des Gürtels von einem expandierenden HI-Ring umgeben ist. 1974 wurde erstmals die räumliche Ausdehnung der Struktur bestimmt. In den 1980er Jahren wurden auch viele Dunkelwolken dieser Struktur zugeordnet.

## Bekannte Mitglieder
Eine Reihe bekannter, leicht beobachtbarer Sterne sind Mitglieder des Gouldschen Gürtels, zum Beispiel:
- Antares, hellster Stern des Sternbilds Skorpion
- Shaula (Lambda Scorpii), zweithellster Stern des Skorpion